# Referéndum constitucional de Gabón de 2024
El 16 de noviembre de 2024 se celebró y aprobó un referéndum constitucional en Gabón.La votación tuvo como objetivo una nueva constitución que propone, entre otras cosas, un mandato presidencial de siete años, renovable una sola vez. El referéndum podría conducir al retorno a un gobierno civil prometido por la junta militar tras el golpe de Estado de 2023.

## Antecedentes
Después de 56 años de liderazgo bajo Omar Bongo y su predecesor, su hijo, Ali Bongo, el golpe de Estado de 2023 instauró una junta militar. En septiembre de 2024, se entregó un borrador de la nueva constitución propuesta por el presidente de transición Brice Oligui Nguema. Los parlamentarios de Gabón presentaron sus propuestas de enmiendas antes de la fecha límite del 22 de septiembre.
La ministra de Reforma Institucional de Gabón, Murielle Minkoue Mintsa, anunció que el referéndum tendrá lugar el 16 de noviembre de 2024.
La nueva Constitución contiene 173 artículos. Incluye un sistema presidencial, que suprime el cargo de primer ministro y limita el mandato del Presidente de Gabón a dos mandatos consecutivos de siete años,elegido mediante el sistema de segunda vuelta. El método de elección y mandato del presidente está arraigado. El papel del primer ministro sería reemplazado por un nuevo "Vicepresidente del Gobierno" designado por el presidente (lo que significa que habría dos vicepresidentes en total, siendo el otro conocido como el vicepresidente de la República). El idioma de trabajo de Gabón seguirá siendo el francés, pero no será considerado como la «lengua oficial» del Estado. El servicio militar obligatorio estaría permitido por ley. La nueva constitución también definiría el matrimonio como la unión entre un hombre y una mujer a través de una cláusula consolidada, prohibiendo así permanentemente el matrimonio entre personas del mismo sexo. La fiesta nacional del 17 de agosto se complementa con un "día de la liberación" el 30 de agosto.
La insistencia inicial en que "sólo las personas nacidas de padre y madre gaboneses pueden presentarse a las elecciones presidenciales" fue controvertida entre las personas de ascendencia mixta. Se consideró que esta sección impediría que la ex primera dama Sylvia Bongo Ondimba y su hijo Noureddin Bongo Valentin, ambos con doble nacionalidad francesa y gabonesa, se presentaran como candidatos.  Finalmente, el requisito se modificó para exigir que una persona:
- Nacer gabonés de padre o madre gabonés.
- No poseer doble nacionalidad dentro de los 3 años de haberse presentado como candidato a la elección
- (si corresponde) tener un cónyuge que cumpla con las dos pautas anteriores
- Haber residido en el territorio de Gabón durante al menos tres años antes de la elección.
- Hablar al menos un idioma nacional.
- No ser cónyuge o descendiente de un Presidente actual
- Estar físicamente y mentalmente en forma.
- No estar en estado de tener sus derechos políticos suspendidos.

## Conducta
El gobierno provisional autorizo a observadores internacionales a observar el proceso electoral, algo que no estaba permitido para las elecciones generales de 2023. Las papeletas electorales utilizadas en el referéndum estaban codificadas por colores: las verdes significaban "sí" y las rojas, "no". Para el procedimiento, que se desarrolló entre las 07:00 y las 18:00 horas, se utilizaron alrededor de 2.835 colegios electorales. Se declaró un toque de queda nocturno por razones de seguridad. 

## Resultados
El 17 de noviembre, el ministro del Interior, Hermann Immongault, dijo que el referéndum había sido aprobado con más del 91% de apoyo después de una participación estimada del 53%, pero que los resultados finales serían anunciados más tarde por el Tribunal Constitucional. El 29 de noviembre, el Tribunal Constitucional valida los resultados del referéndum, adoptando definitivamente la constitución. El 19 de diciembre el presidente promulgó la nueva constitución.
| Elección                  | Votos     | %      |
| ------------------------- | --------- | ------ |
| A favor                   | 416,983   | 91.79  |
| En contra                 | 37,302    | 8.21   |
| Votos validos             | 454,285   | 98.10  |
| Votos blancos o invalidos | 8,781     | 1.90   |
| Total                     | 5,178,614 | 100.00 |
| Abstención                | 463,066   | 37.14  |
| Registrados/Participación | 868,115   | 53.34  |